# Váša Příhoda
Váša Příhoda, křtěný Václav František (22. srpna 1900, Vodňany – 26. července 1960, Vídeň) byl český houslista.

## Život

### Dětství
Byl synem Aloise Příhody, který vlastnil a provozoval hudební školu v pražské čtvrti Nusle (na Pankráci), a Marie roz. Ruzhové. Projevoval mimořádné hudební nadání již v dětském věku. První důkaz svého nadání předvedl svým užaslým rodičům hrou na plechové housličky, které mu otec koupil. Poté ho otec začal učit a později se rozhodl, že svěří syna profesorovi Janu Mařákovi, vynikajícímu houslistovi a pedagogovi. Váša dělal pod Mařákovým vedením velké pokroky. Již ve dvanácti letech podnikl koncertní turné po několika českých městech. V roce 1915 absolvoval tři koncerty ve Smetanově síni Obecního domu hlavního města Prahy. Dva z nich byly s Českou filharmonií.

### Kariéra před druhou světovou válkou
Po první světové válce odjel jako devatenáctiletý se svou spolupracovnicí Astou Doubravskou a svým impresáriem na koncertní turné do Itálie. Turné však nesplnilo očekávání a přineslo velké zklamání. Italové neměli po válce o koncerty zájem a hlavně mladého houslistu z Čech nikdo neznal. Byl nucen z finančních důvodů hrát jako houslista v milánské kavárně Grand Café Italia. Později mu majitel kavárny domluvil koncert, na kterém byl jako posluchač Arturo Toscanini, který o něm řekl „Paganini nemohl hrát lépe než tento mladík.“ To rozhodlo o jeho dalších koncertních cestách. Vybaven několika doporučujícími dopisy od Toscaniniho absolvoval turné po Itálii. Následovaly cesty po Evropě, Jižní Americe, USA a Kanadě.

### Manželství

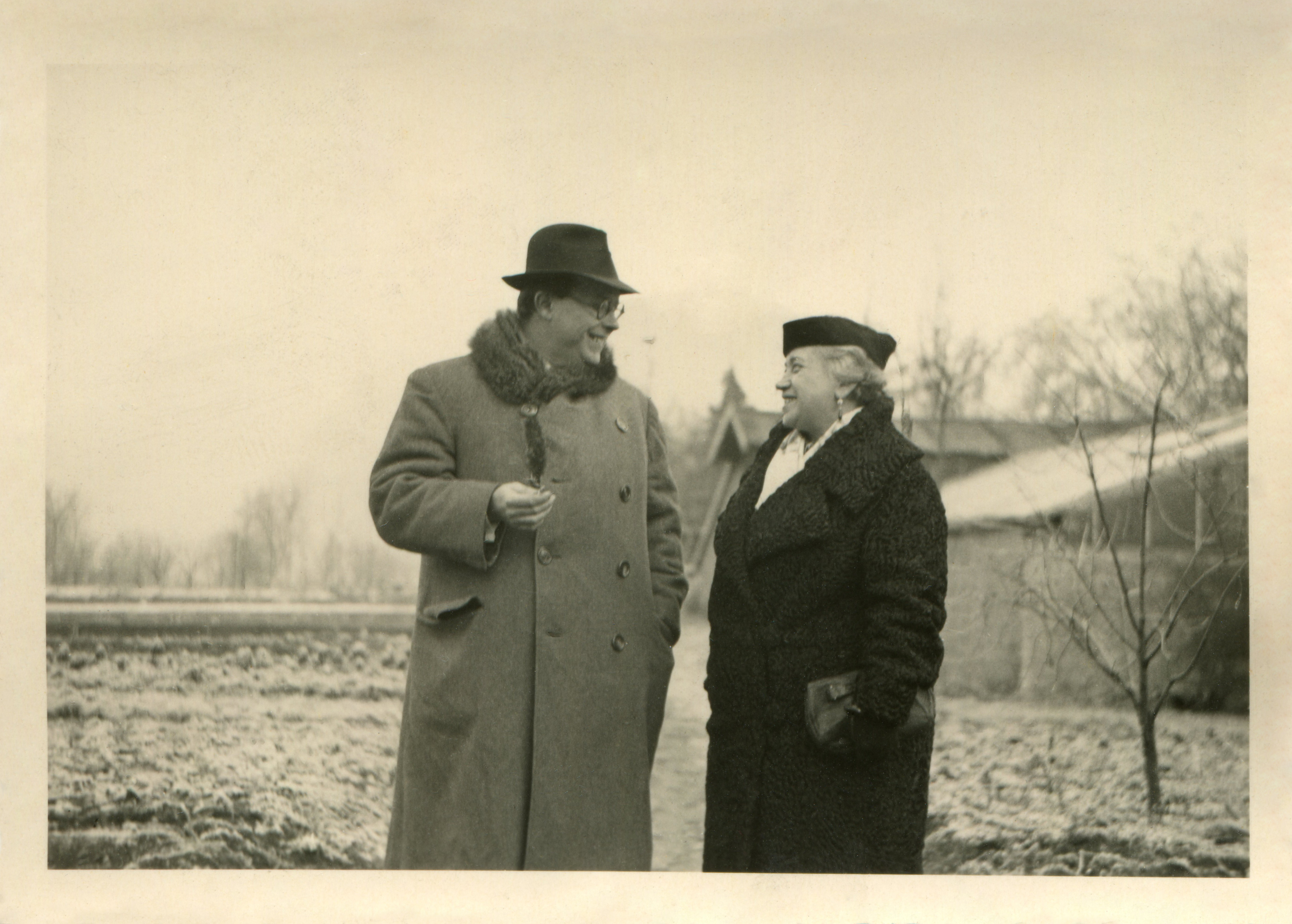
Váša Příhoda se svojí druhou tchyní Jindřiškou Kreuzovou roz. Fišerovou

V roce 1927 při své koncertní cestě po Německu se ve Freiburgu in Breisgau seznámil s houslistou Arnoldem Rosé, koncertním mistrem Vídeňské dvorní opery a primáriem kvarteta, s nímž poté podnikal koncertní cesty po Evropě. Seznámil se také s jeho dcerou Almou, která též byla houslistkou. V roce 1929 oznámili své zasnoubení a 16. září 1930 byli na vídeňské radnici oddáni. V té době si Příhoda postavil vilu ve východočeské Skutči. Jejich manželství trvalo pět let a bylo rozvedeno v Brandýse nad Labem dne 9. března 1935. Alma a její otec, kteří byli židovského původu, v roce 1938 uprchli z Vídně před pronásledováním nacisty do Anglie. Z Anglie však se svým dívčím orchestrem odjela na koncertní cesty do Holandska. Po obsazení Holandska německým Wehrmachtem byla zatčena a půl roku internována ve sběrném táboře nedaleko Paříže. Odtud byla transportována do Osvětimi, kde 4. dubna 1944 zemřela. Příhoda sám se o osudu své bývalé ženy dozvěděl až po válce.

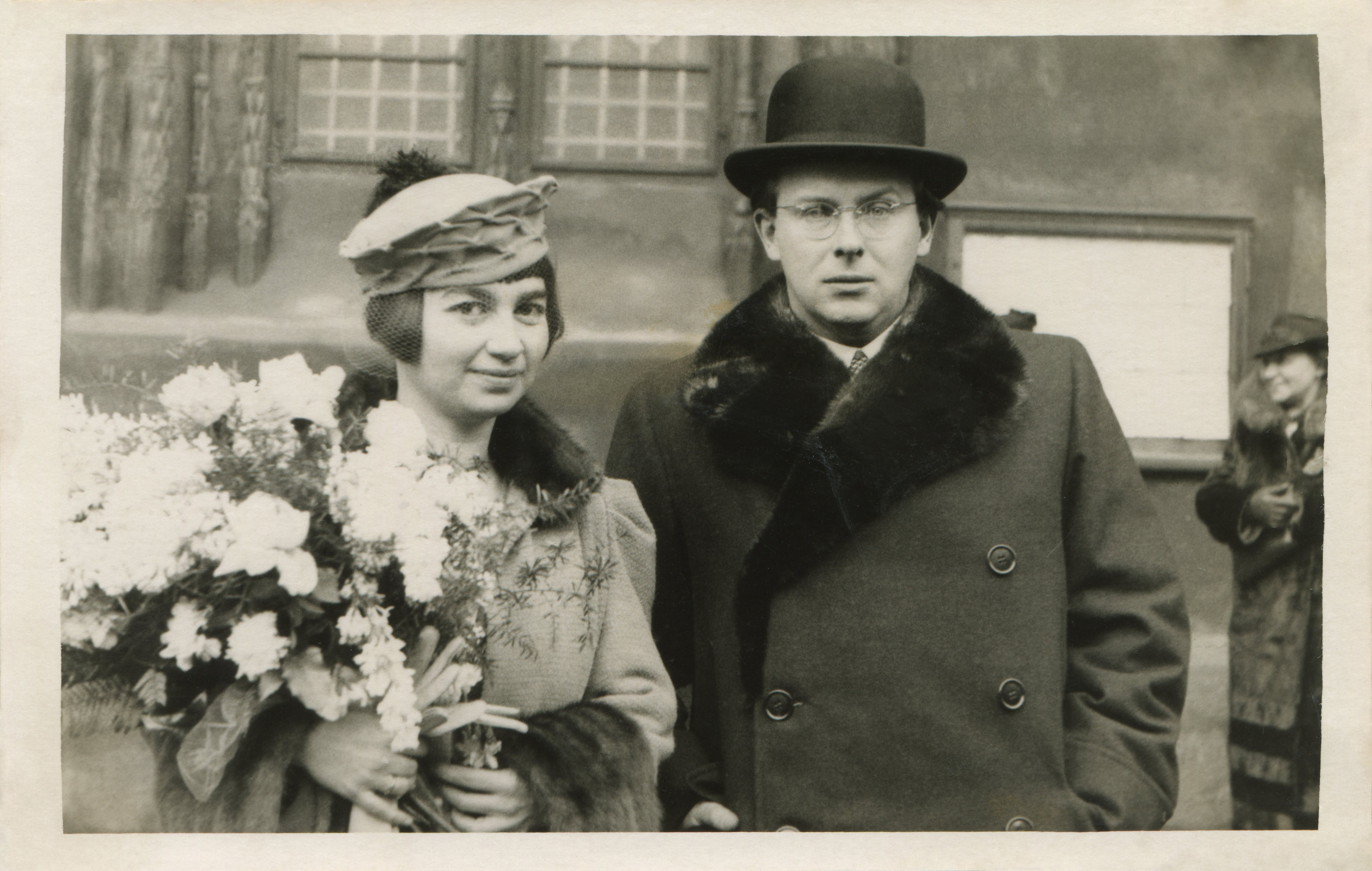
Svatba Váši Příhody a Jindřišky Kreuzové (19. prosince 1936)

Jeho třetí žena Helena o tom později vyprávěla: 
"Znám samozřejmě vše z vyprávění o Vášově první ženě. Mluvil o ní vždy s láskou. Řekl mi, že bylo dobře, že se dostali v pravý čas z Německa do Anglie. Když se však po válce dozvěděl o její smrti, bylo to pro něj jak blesk z čistého nebe. Nemohl se z toho vůbec vzpamatovat a nedovedl pochopit, proč se na něj Alma ve své nouzi neobrátila o pomoc. Vždyť byli pět let manželé a rozešli se jako dobří přátelé. Znala jsem jeho odvahu a jsem přesvědčena, že by se jí snažil pomoci. Měl morální právo se do celé věci zapojit, i když už nebyli manželé, neboť Alma do smrti nesla jeho jméno."
manželka Helena
 O jeho nevině svědčí také to, že Almin otec Arnold Rosé, který válku přežil v Anglii, zůstal do smrti jeho přítelem.
Ještě před sňatkem s Almou Rosé si však Váša korespondoval s Jindřiškou Kreuzovou, s níž se seznámil díky jejímu strýci Václavu Fišerovi, majiteli pražské kavárny Slavia. Záhy po rozluce prvního manželského svazku s ní uzavřel dne 19. prosince 1936 v Praze na Starém Městě svůj druhý sňatek. Z tohoto manželství se narodila v roce 1938 dcera Libuše, později provdaná Fialová. Jejich manželství bylo však dne 4. listopadu 1943 rozvedeno.

### Život po válce

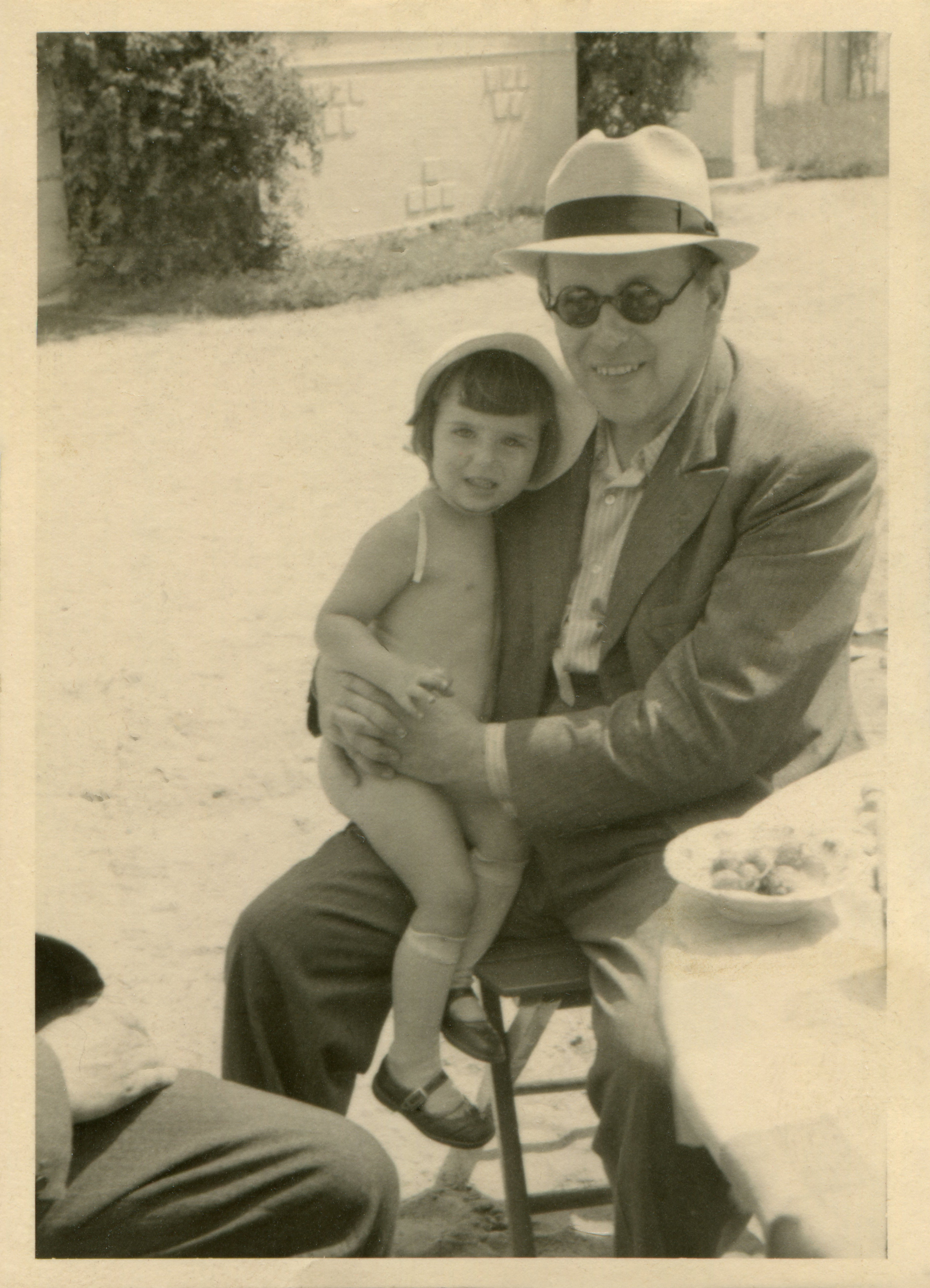
Váša Příhoda s dcerou Libuší

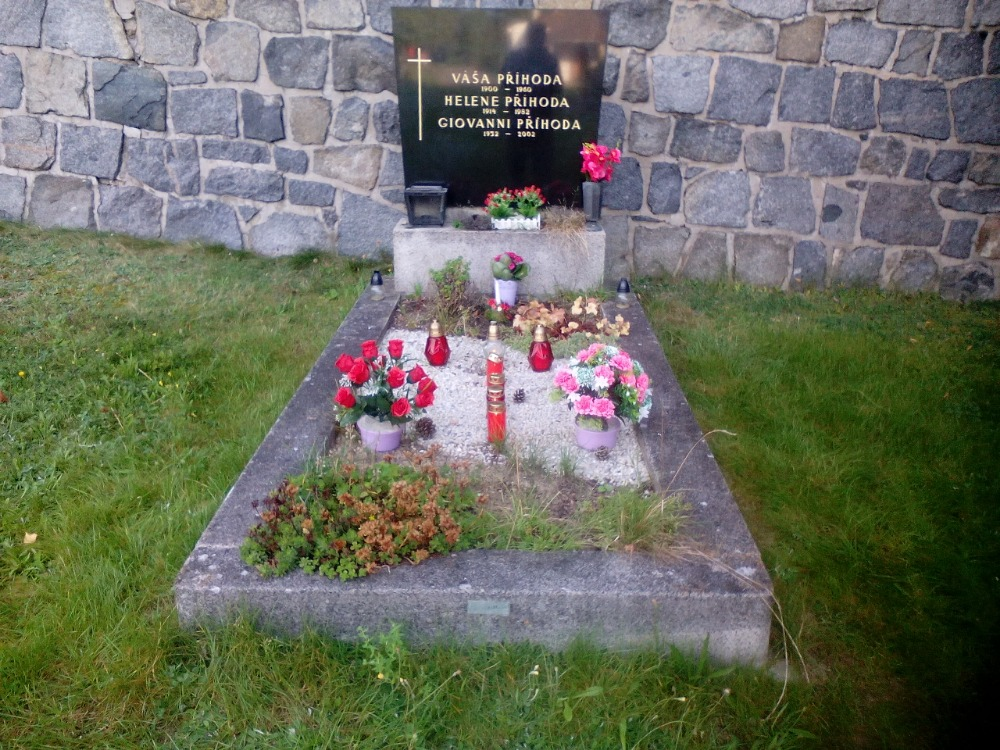
Hrob Váši Příhody na hřbitově ve Vodňanech

V roce 1946 koncertoval ve Francii v Itálii, Rakousku a Německu a na podzim podnikl turné po Slovensku. Městský národní výbor města Prahy ho obvinil z kolaborace s nacisty i přes to, že zvláštní komise, před kterou se musel zodpovídat, uznala jeho chování za druhé světové války jako zcela politicky bezúhonné. Byl odsouzen k vysoké pokutě a bylo mu zakázáno koncertovat v Československu. Při dalším turné po Itálii se dozvěděl, že musí vyklidit svůj pražský byt, a proto se rozhodl v Itálii nějaký čas zůstat. Z italského Rapalla, kam za ním přijela rodina, se vydal na další koncertní turné. V roce 1948 mu české úřady odmítly prodloužit pas. Začal se zajímat o cizí státní občanství a při svém tureckém turné využil nabídky a přijal občanství turecké. Následovaly opět koncertní cesty po Švýcarsku, Německu a USA. Když o něj však projevila zájem Vídeňská hudební akademie, rozhodl se nakonec usídlit v roce 1950 v rakouském městečku Sankt Gilgen na břehu Wolfgangsee.
Po válce koncertoval v mnoha státech Evropy, kromě Československa, kde vystupoval až po 12 letech v roce 1956. Koncert se konal ve Smetanově síni 30. května. Zde přednesl Dvořákův houslový koncert. Po koncertě ve Smetanově síni následovaly recitály v Praze, Brně a Bratislavě. V roce 1960 se u něj přihlásily vážné zdravotní problémy. Prodělal srdeční infarkt a 26. července 1960 zemřel v nemocnici ve Vídni, kde byl také pohřben. Před smrtí věnoval československému státu housle Camposelice z roku 1710 od Antonia Stradivariho. V polovině roku 2013 byl hrob Váši Příhody ve Vídni určen ke zrušení. Tomu se podařilo předejít a díky snaze Institutu Váši Příhody byly jeho pozůstatky v červnu 2016 převezeny do jeho rodných Vodňan.

## Odkaz a zajímavost
Po Vášovi Příhodovi se jmenuje (v JŘ 2016/2017) jeden pár expresních vlaků (společností ČD a ÖBB) jezdící mezi Prahou a Lincem.
Váša Příhoda byl synovcem Josefa Příhody, prapradědečka zpěváka Matěje Rupperta.